# Fu Shou
Fu Shou (伏壽) (??? - 214) est la première épouse de Han Xiandi, le dernier empereur de la dynastie chinoise des Han Orientaux et avant-dernière impératrice de cette même dynastie.

## Origines familiales
Fu Shou est la fille Fu Wan (伏 完), qui est à la fois un descendant de la septième génération de Fu Zhan (伏 湛), ancien fonctionnaire des Han Orientaux, et du Marquis héréditaire de Buqi. L'épouse de Fu Wan est la princesse Yang'an (陽 安 公主), une fille de l'empereur Huandi, mais elle n'est pas la mère biologique de Fu Shou. La mère de Fu Shou s'appelle Ying (盈) de son prénom et on n'en sait guère plus a son sujet. Fu Wan a également eu une femme portant le nom de famille Fan (樊), mais les sources ne sont pas assez claires pour savoir s'il s'agit de Ying. La famille Fu descend de l'éminent érudit confucéen Fu Sheng.

## Mariage avec l'empereur Xiandi
En 190, Le seigneur de guerre Dong Zhuo, qui a pris le contrôle de la Cour des Han, oblige l'empereur Xiandi à déplacer la capitale vers l'ouest, et de quitter Luoyang pour Chang'an. C'est à cette époque que Dame Fu devient une épouse impériale.
Quelques années plus tard, Zhuo meurt, mais Xiandi ne recouvre pas son indépendance pour autant, car Li Jue et Guo Si, deux des hommes de Zhuo prennent le contrôle de la Cour à la place de leur défunt seigneur. C'est en 195, alors qu'il est toujours sous le contrôle de Jue et Si, que l'empereur fait de Fu Wan son épouse principale et lui octrois le titre d''impératrice..

## Impératrice
Au fil des années, l'empereur Xiandi et l'impératrice Fu semblent tomber véritablement amoureux l'un de l'autre, mais dans le même temps, ils ne sont pas dupes de leur situation et ont bien conscience que leur pouvoir est de plus en plus restreint. Au cours de l'an 195, après que Fu soit devenue impératrice, elle et l'empereur Xiandi réussissent à quitter Chang'an pour retourner à l'ancienne capitale, Luoyang. Pendant le trajet, les soldats qui devaient protéger le convoi dérobent toute la soie que l'impératrice Fu a pu garder avec elle, après avoir tué ses gardes du corps. Après un trajet difficile, la famille et la Cour impériale arrivent finalement à Luoyang, qui n'est plus qu'un immense champ de ruines. En effet, lorsqu'il a quitté la ville, Dong Zhuo a déplacé de force tous les habitants, avant d'incendier la cité. Perdue au milieu de ce qu'il reste des bâtiments calcinés, la cour impériale est mal approvisionnée et, même si les chroniques n'indiquent pas que l'impératrice Fu a personnellement souffert de la famine, un certain nombre de fonctionnaires impériaux sont morts de faim ou ont été tués par des voleurs. La situation matérielle de la cour impériale s'améliore en 196, quand le seigneur de guerre Cao Cao arrive sur place et réussit a devenir le protecteur officiel de l'empereur Xian et de la cour impériale. L'empereur nomme Cao Cao "’Excellence au Dessus des Masses" et ce dernier transfère la capitale impériale des ruines de Luoyang à son quartier général, dans le Xian de Xu; ce qui correspond actuellement à la ville de Xuchang, dans le Henan.
Malgré l'amélioration de sa situation matérielle, l'impératrice Fu n'est apparemment pas heureuse de la domination de Cao Cao sur la cour impériale et le gouvernement central. En 200, la concubine de l'empereur Xiandi, la Consort Dong, est exécutée de force par Cao Cao, ce contre la volonté de l'empereur, après que son père Dong Cheng ait été reconnu coupable d'avoir orchestré une conspiration pour assassiner Cao. Après la mort de la Consort Dong, l'impératrice Fu est à la fois furieuse et terrorisée. Elle écrit à son père Fu Wan une lettre accusant Cao Cao de cruauté et lui demandant implicitement de trouver un plan pour éliminer ce dernier. Lorsqu'il reçoit cette missive, Fu Wan a bien trop peur et ne fait rien. Par contre, lorsque cette lettre est découverte en 214, Cao Cao devient fou de rage et oblige Xiandi à déposer l'impératrice Fu. Comme l'empereur hésite à suivre les ordres de Cao, ce dernier envoie ses proches dans le palais impérial pour qu'ils capturent l'impératrice Fu. Cette dernière essaye de se cacher derrière un mur, mais les hommes de Cao la trouvent et la traînent dehors. Pendant qu'elle est emmenée de force, elle crie à l'empereur Xiandi de faire quelque chose pour la sauver, mais la seule réponse de son époux est qu'il n'a aucune idée de ce qui allait lui arriver. Elle est incarcérée et vraisemblablement tuée avec ses deux fils et le reste de la famille Fu.

## Voir également
- Fin de la dynastie Han